# Participatory Culture Foundation
Participatory Culture Foundation é uma organização sem fins lucrativos estadunidense cuja missão é "propagar a mídia e a cultura para mais pessoas do que nunca". Foi fundado em fevereiro de 2005 e sua sede fica em Worcester, Massachusetts. A Participatory Culture Foundation é sucessora do Downhill Battle, fundado em 2003. Seu primeiro projeto é software livre de televisão via Internet Miro (anteriormente chamado Democracy Player).
A PCF recebeu apoio financeiro da Rappaport Family Foundation, da Open Source Applications Foundation (de Mitch Kapor), da Surdna Foundation, da Knight Foundation, entre outros doadores privados. Em 29 de maio de 2007, a Mozilla Foundation anunciou que tinha adjudicado à PCF uma bolsa para continuar seus trabalhos com projetos de vídeo de código aberto.